# فوجیتسوبو
بانو فوجیتسوبو (به ژاپنی: 藤壺 Fujitsubo)، یک شخصیت تخیلی در داستان گنجی اثر موراساکی شیکیبو است.
دختر یک امپراتور قبلی و بنابراین شاهزاده امپراتوری، فوجیتسوبو در سن ۱۶ سالگی به خدمت «امپراتور کیریتسوبو» می‌رود، عمدتاً به دلیل شباهت او به همسر متوفی کیریتسوبو کویی. او به زودی به یکی از محبوب‌ترین افراد امپراتوری تبدیل می‌شود، اما همچنین ناپسری اش هیکارو گنجی به او علاقمند است. در فصل هفتم، "Momiji no ga"، آشکار می‌شود که فوجیتسوبو و گنجی درگیر یک رابطه عشقی نامشروع و غیرقانونی هستند (اگرچه نویسنده آن را توصیف نمی‌کند، بلکه به شروع رابطه اشاره می‌کند) که نتیجه آن تولد امپراتور ری‌زی (امپراتور آینده) است که همه به جز دو عاشق، او را پسر امپراتور کیریتسوبو می‌دانند.